# Günter Holtus
Günter Holtus (* 14. Oktober 1946 in Bremen) ist ein deutscher Romanist.

## Leben
Nach dem Abitur 1966 in Bremen am Gymnasium am Waller Ring studierte Holtus von 1966 bis 1971 Anglistik, Philosophie und Romanistik an der Universität Marburg. 1971 wurde er promoviert und legte das Erste Staatsexamen ab. Als Stipendiat am Centro tedesco di studi veneziani bereitete er von 1971 bis 1973 seine Habilitation vor. Von 1973 bis 1974 war er Vertreter einer Assistentenstelle am Romanischen Seminar der Universität Heidelberg, von 1974 bis 1980 Wissenschaftlicher Angestellter am Romanistischen Institut der Universität des Saarlandes. Hier wurde er 1977 habilitiert und zum Professor ernannt. Im Mai 1980 folgte er dem Ruf auf eine C2-Professur für Romanistik an der Universität Mainz mit den Schwerpunkten Galloromanistik, Italienische Sprach- und Literaturwissenschaft. 1982 wurde er in das Bureau des sections nationales: Allemagne Fédérale der Société Rencesvals gewählt. 1983 wechselte er auf eine C3-Professur mit Schwerpunkt Galloromanistik und Italianistik an der Universität Bonn.
1987 ging er an die Universität Trier, wo er eine C4-Professur mit dem Schwerpunkt Italianistik und Angewandte Linguistik erhielt. Hier war er bis 1995 Beauftragter des Sprachzentrums. In Trier hatte Holtus zahlreiche Funktionen in der akademischen Selbstverwaltung inne. Von 1989 bis 1993 war er Prodekan und Dekan des Fachbereichs II. Als Vizepräsident der Universität von 1993 bis 1995 war er für die Referate Haushalt, Bau und Planung verantwortlich. 1995 folgte Holtus dem Ruf auf eine C4-Professur an der Universität Göttingen für Romanische Philologie (Sprachwissenschaft). Von April 2007 bis März 2009 war er Dekan der Philosophischen Fakultät.
Holtus ist verheiratet und hat drei Töchter.

## Forschung
Von 1984 bis 2005 war Holtus Mitherausgeber des Lexikons der Romanistischen Linguistik (LRL). 1985 wurde er zum korrespondierenden Mitglied am Centro di studi filologici e linguistici siciliani in Palermo gewählt. Von 1989 bis 1999 war er Mitherausgeber der Zeitschrift für romanische Philologie (ZrP); von 2000 bis 2014 war er alleiniger Herausgeber sowohl der ZrP als auch der Beihefte zur ZrP (Nachfolge: Claudia Polzin-Haumann / Wolfgang Schweickard). Seit 1992 ist er Vorstandsmitglied der Société de Linguistique Romane, von 1995 bis 2001 Vizepräsident, von 2001 bis 2007 Präsident, seit 2007 "membre d'honneur" (Ehrenmitglied). Seit 1994 sitzt er im wissenschaftlichen Beirat der Accademia di studi italo-tedeschi. Von 1995 bis 1998 war er Mitherausgeber der Romanischen Bibliographie, von 1998 bis 2013 war er deren Hauptherausgeber (Nachfolge: Guido Mensching). Von 1998 bis 2007 war Holtus außerdem Fachgutachter der Deutschen Forschungsgemeinschaft. Er ist mit Fernando Sánchez Miret Reihenherausgeber der seit 2014 erscheinenden Nachfolgehandbücher zum LRL, den Manuals of Romance Linguistics (MRL).